# 河邊新街
河邊新街（葡萄牙語：Rua do Almirante Sérgio）是位於澳門半島風順堂區的一條道路，長905米，寬度約4到18米，是澳門漁業從高處衰落的一條證據。河邊新街呈東北—東南走向。街道名字是在1869年7月26日命名，由來從19世紀末葡屬澳門在內港進行的填海工程，而葡文名字則是從葡屬澳門第87任總督、海軍上將蘇沙（António Sérgio de Sousa）取來。東北起於火船頭街和比厘喇馬忌士街，西南至西灣湖景大馬路，沿途周邊是澳門漁業曾經存在的證據：著名的下環四圍和下環街，澳門初期的買賣街。22°11′26.1″N 113°32′00.6″E / 22.190583°N 113.533500°E

## 歷史

### 早期歷史
葡萄牙人於1557年開始定居澳門，並常在下環跟華人交易，令下環成為名副其實的「商貿中心」。過去的內港是漁民們捕魚時可以讓漁船停泊之處，這也讓到很多漁夫們開設魚欄、海產店、漁船材料店和工具商店來吸引顧客們來賣東西，因此也有百貨店以供應漁民們的生活用品。主要賣魚的漁民們為客家人和蜑家人。

### 內港填平後
一直到1872年，下環還是澳門繁榮的中心。到了1872年，澳門開始把內港填平，把下環原有的海域改成陸地，這直接造成澳門漁業衰落，沒有了海水的連接，澳門下環逐漸失去自身的地位。而填平好的陸地被規劃成一條馬路，最後政府把馬路命名為「河邊新街」。填平後的陸地雖然吸引了多數工匠和商人來交易，在某程度上帶來了生意，但澳門的內港填海工程一直沒有停，直接讓到河邊新街逐漸失去自身的「河邊」，這也波及了很多漁民的生意，而他們的商舖一同倒閉，老鋪們都放上「榮休結業，有緣再見」的紙條。因此，河邊新街完全從一條靠著買賣海產的街道變成一條只有「曾經賣過魚」的街道，面貌也完全改變。

### 現況
現在的河邊新街已經完全突變，只有附近比厘喇馬忌士街還剩一些買海鮮的商舖，澳門漁業現在都是依靠中國大陸和其他國家進口冷藏海鮮或新鮮海鮮，非常少本地人會願意花時間捕魚，製作魚翅等勞動工作。並且因為燃油價格和其他費用，澳門的想做漁夫的年輕人越來越少，所以澳門的漁民大部分已經賣掉自己的漁船並且轉行。

## 福德祠

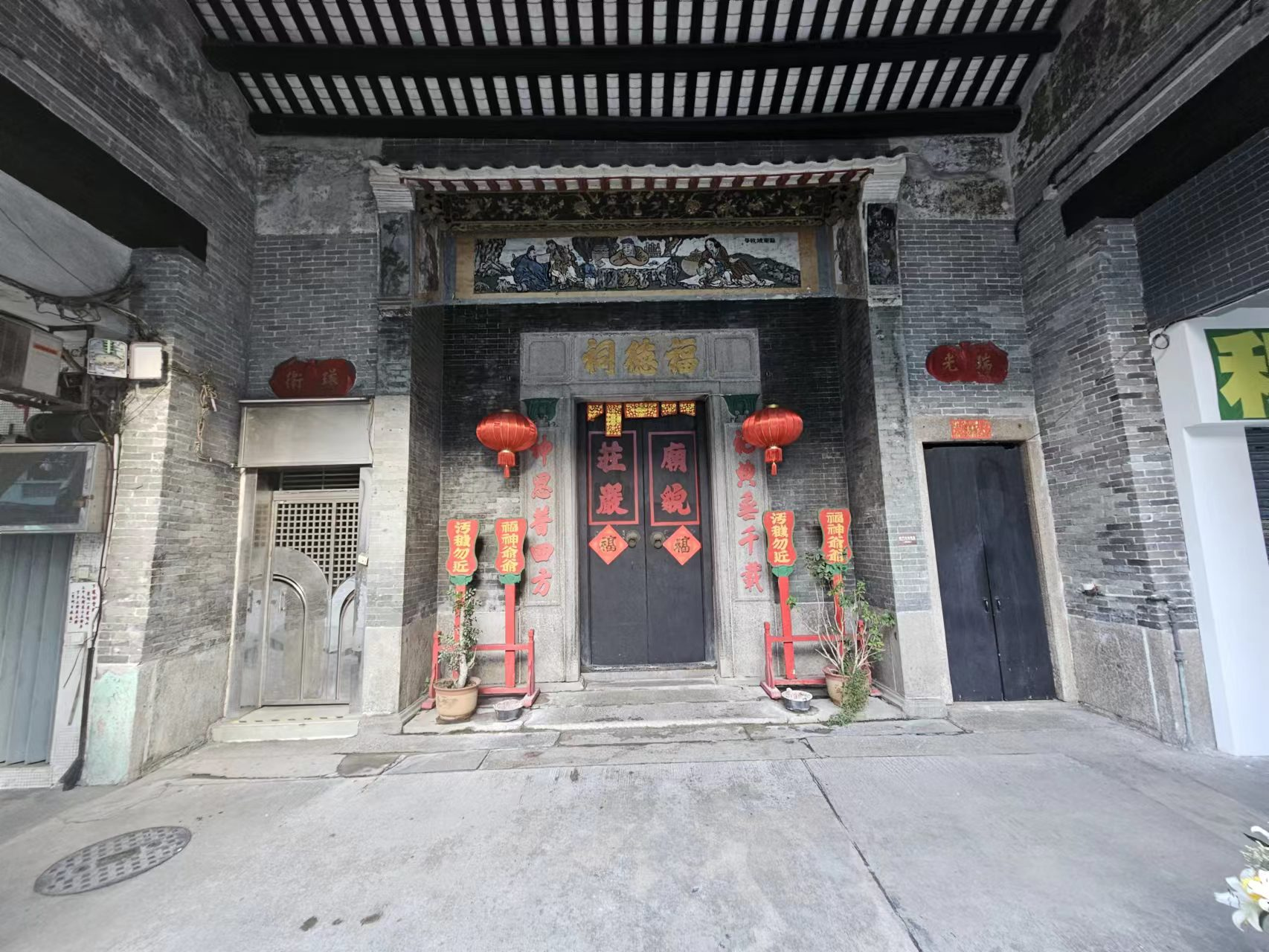
澳門其中一個評為不動產的文物的中式廟宇——福德祠

福德祠是典型的土地廟，也是澳門重點保護的一個不動產的紀念品，福德祠建於清朝同治七年（1868年），曾在同治十年（1871年）和民國甲寅年（1914年）重修。福德祠供奉的主神為福德正神（又名土地公）、北帝和天后。福德祠裡有收藏歷年由下環大眾捐贈的大量匾額、對聯、木幡及香案。福德祠建築以磚頭和木頭結構為主，有傳統中式屋頂的嶺南建築，殿內設有山門，內有天井。其特色在於它是澳門唯一有騎樓的廟宇，並且是澳門最大的福德祠，內有牌匾及石碑多塊。

每年的土地誕誕期，福德祠都會舉行祈福儀式、神功戲等活動，是下環區的一個盛事。

## 實施巴士專道

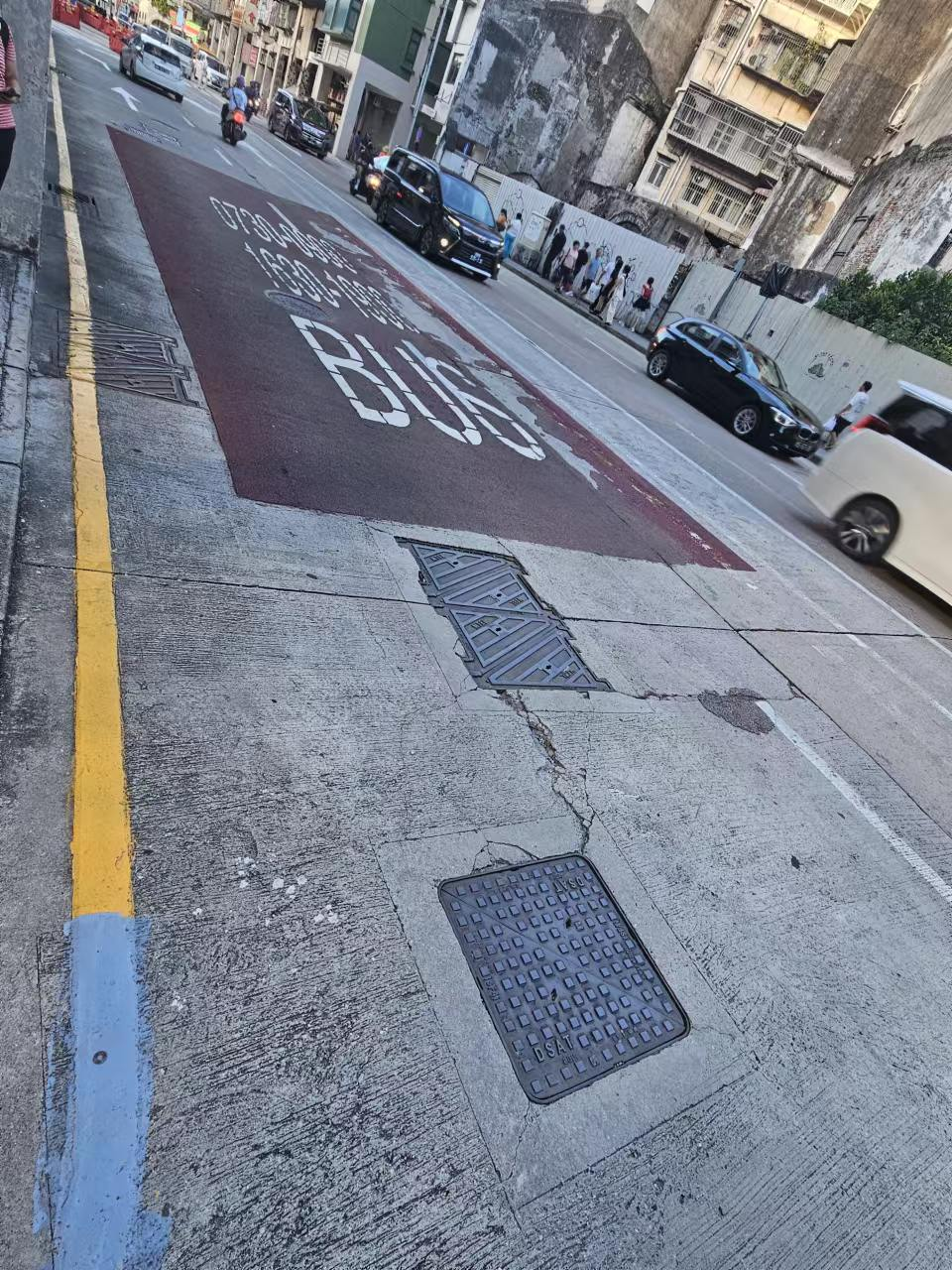
河邊新街的巴士專道

根據2016年的報告裡，每天有最少28萬人乘搭公共交通來回媽閣和關閘，基於此，澳門交通事務局決定在2016年8月實施媽閣至林茂塘時限性巴士專道。
河邊新街被選中為巴士專道中的第二段。為了方便上下班的人，巴士專道只會在早上和下午高峰時間時實施，其餘時間任何車輛可行駛進入河邊新街。在專道實施的時間，只有巴士和特別車輛能通過，如果有私家車在這時間裡駛入河邊新街，會被科處罰款澳門幣600元。
交通事務局表示因為實施巴士專道，澳門媽閣到關閘的路段乘搭巴士的數量增加一成，而巴士行駛的時間減少了百分之七到十二。

## 附近的建築（北到南）
- 司打口前地（柯邦迪前地）[參⁠ 15]
- 藝舍酒店[參⁠ 16]
- 英京酒店[參⁠ 17]
- 下環區坊眾互助會[參⁠ 18]
- 凱泉灣[參⁠ 19]
- 海灣餐廳[參⁠ 20]
- 聖瑪沙利羅學校[參⁠ 21]
- 下環街[參⁠ 22]
- 航海學校[參⁠ 23]

## 圖片集

河邊新街
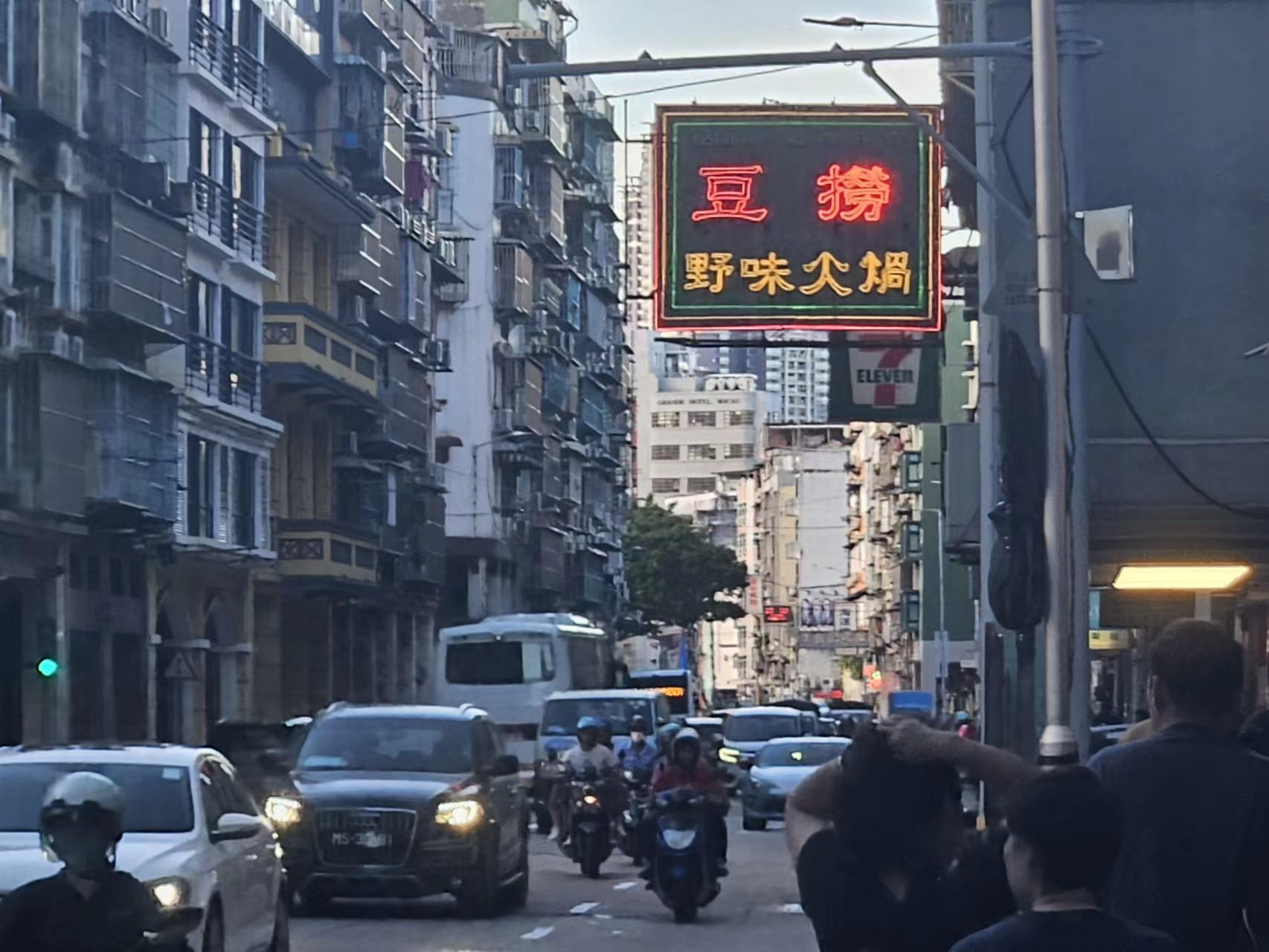
河邊新街（從中間拍）
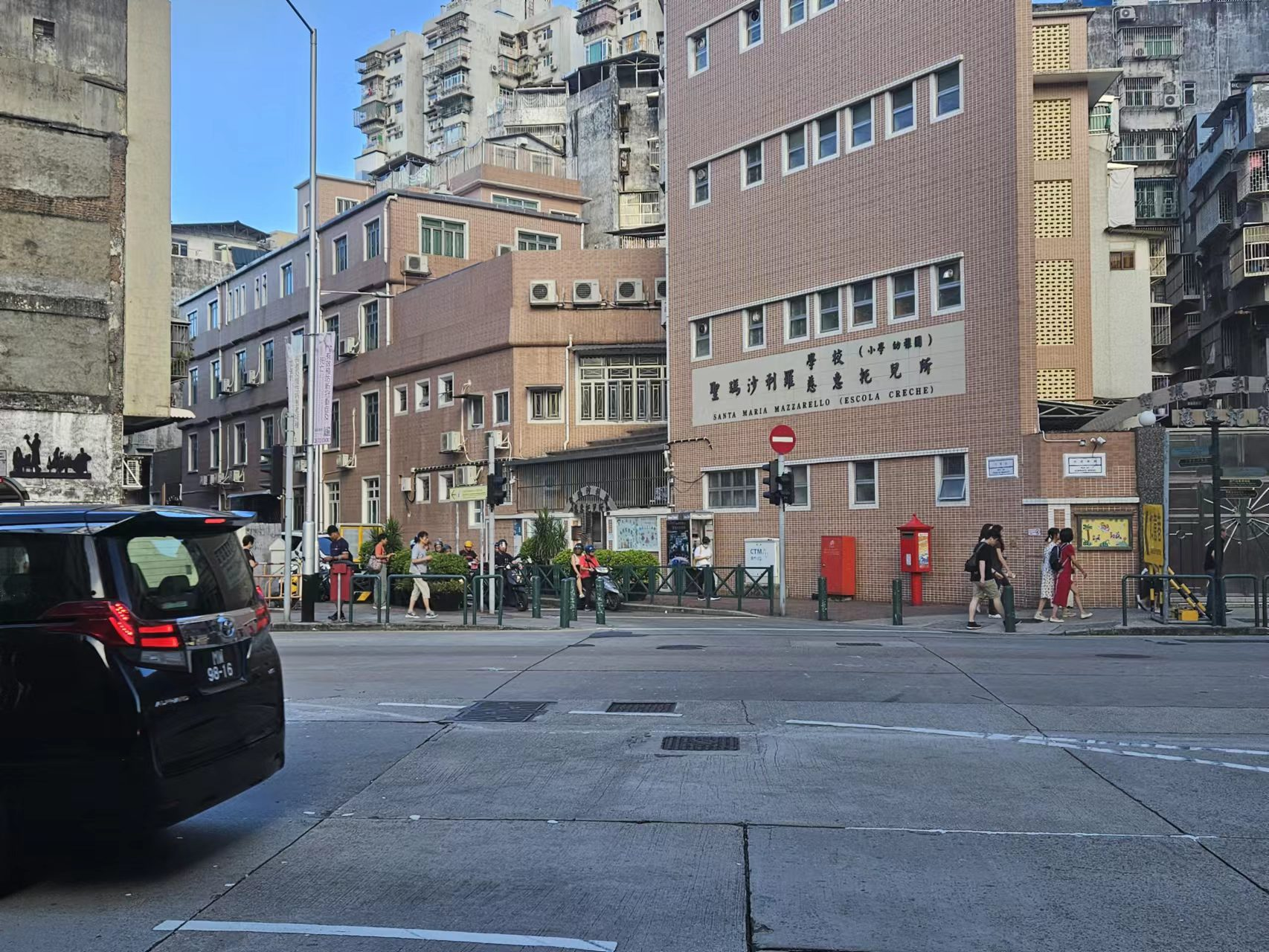
2023年的下環
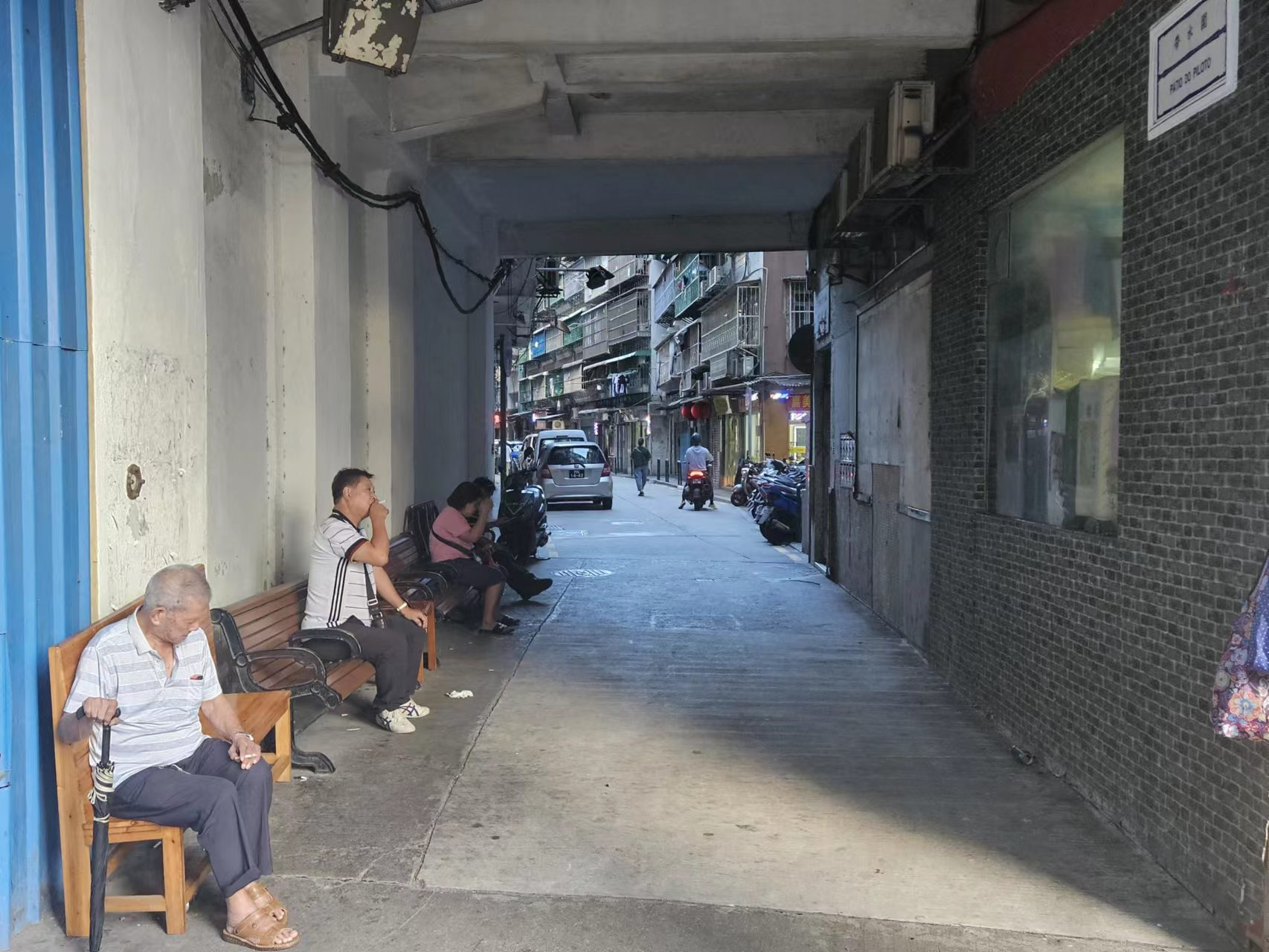
澳門橫街窄巷——帶水圍
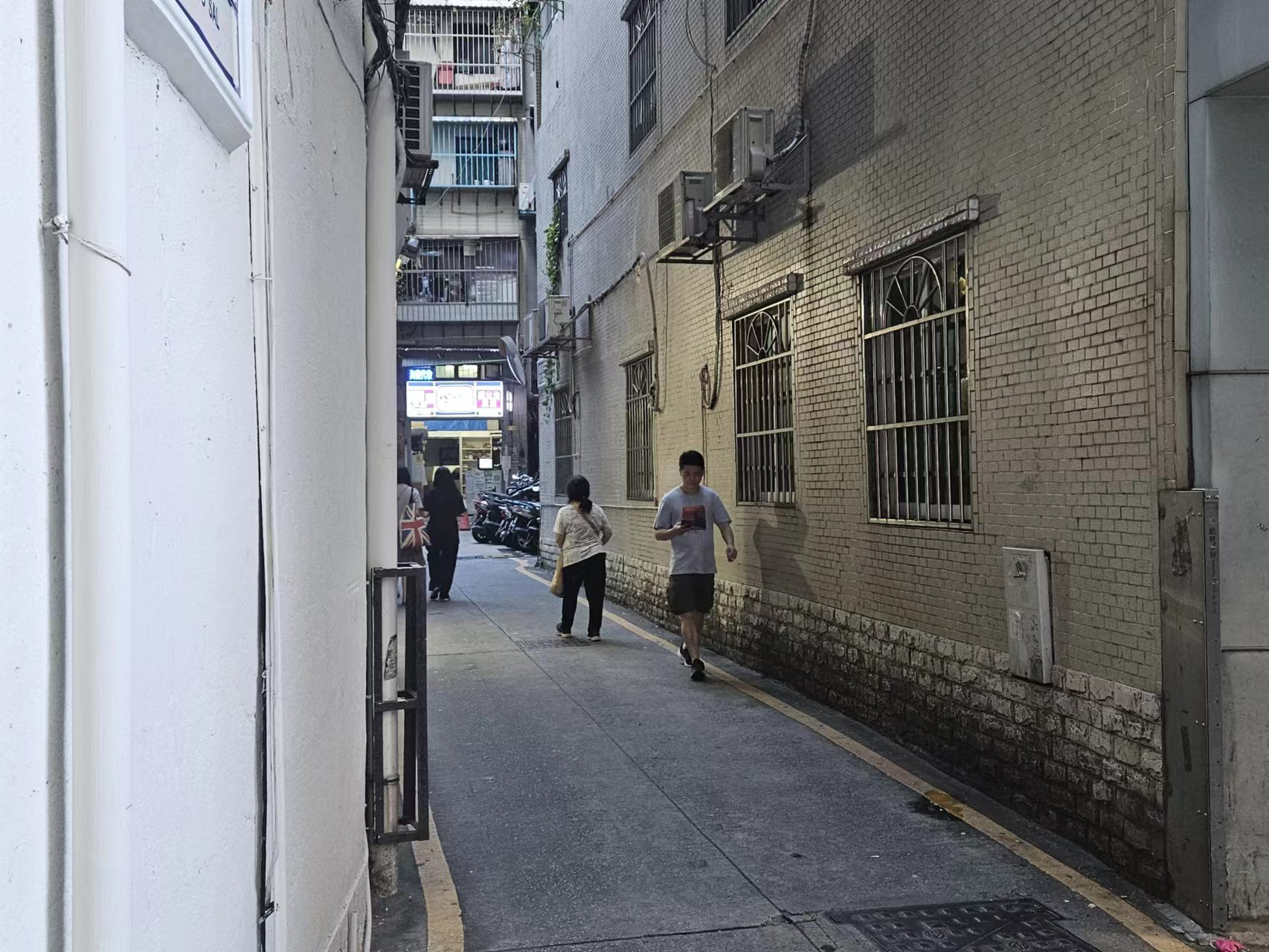
澳門橫街窄巷——鹽里
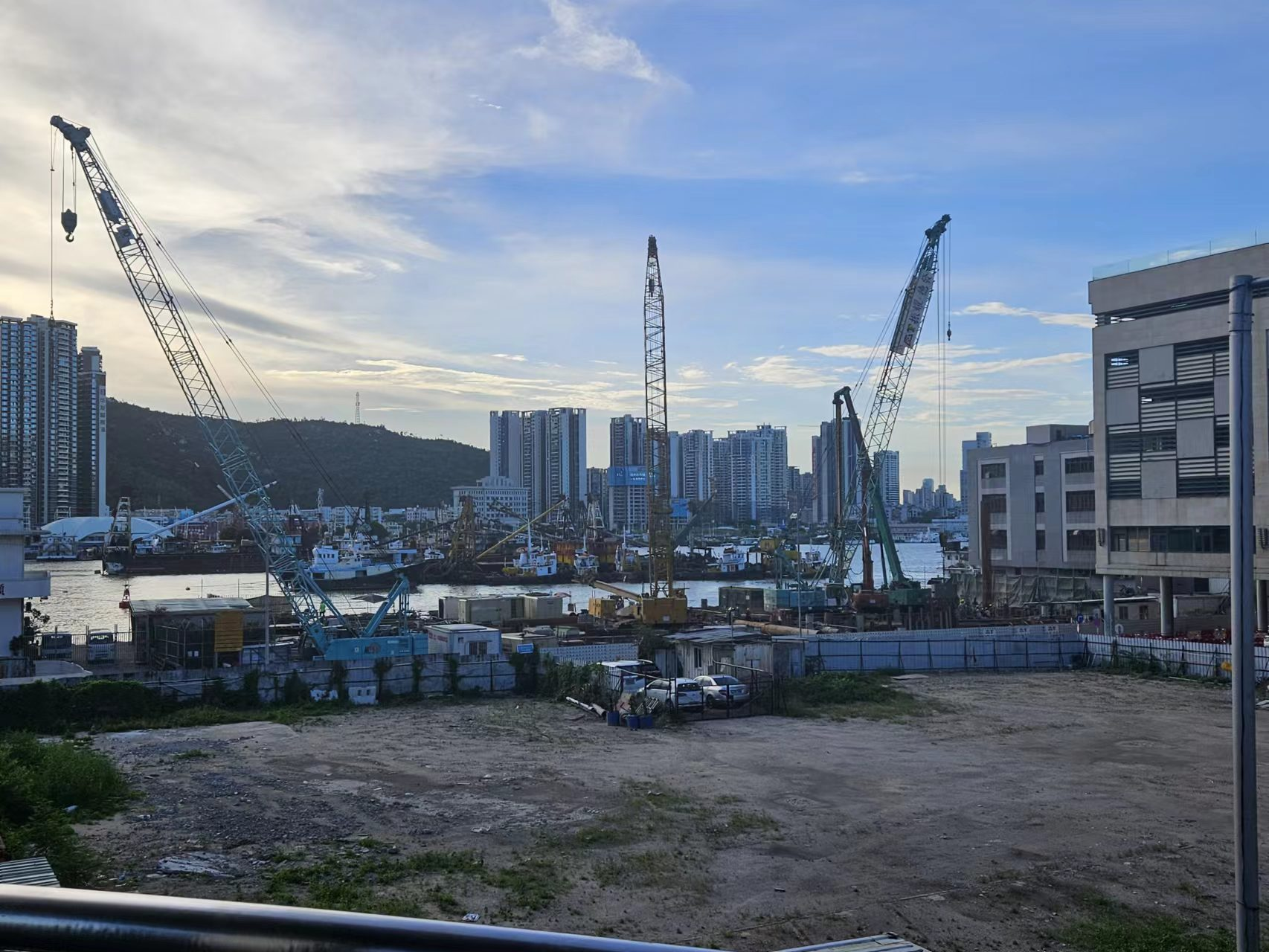
內港碼頭
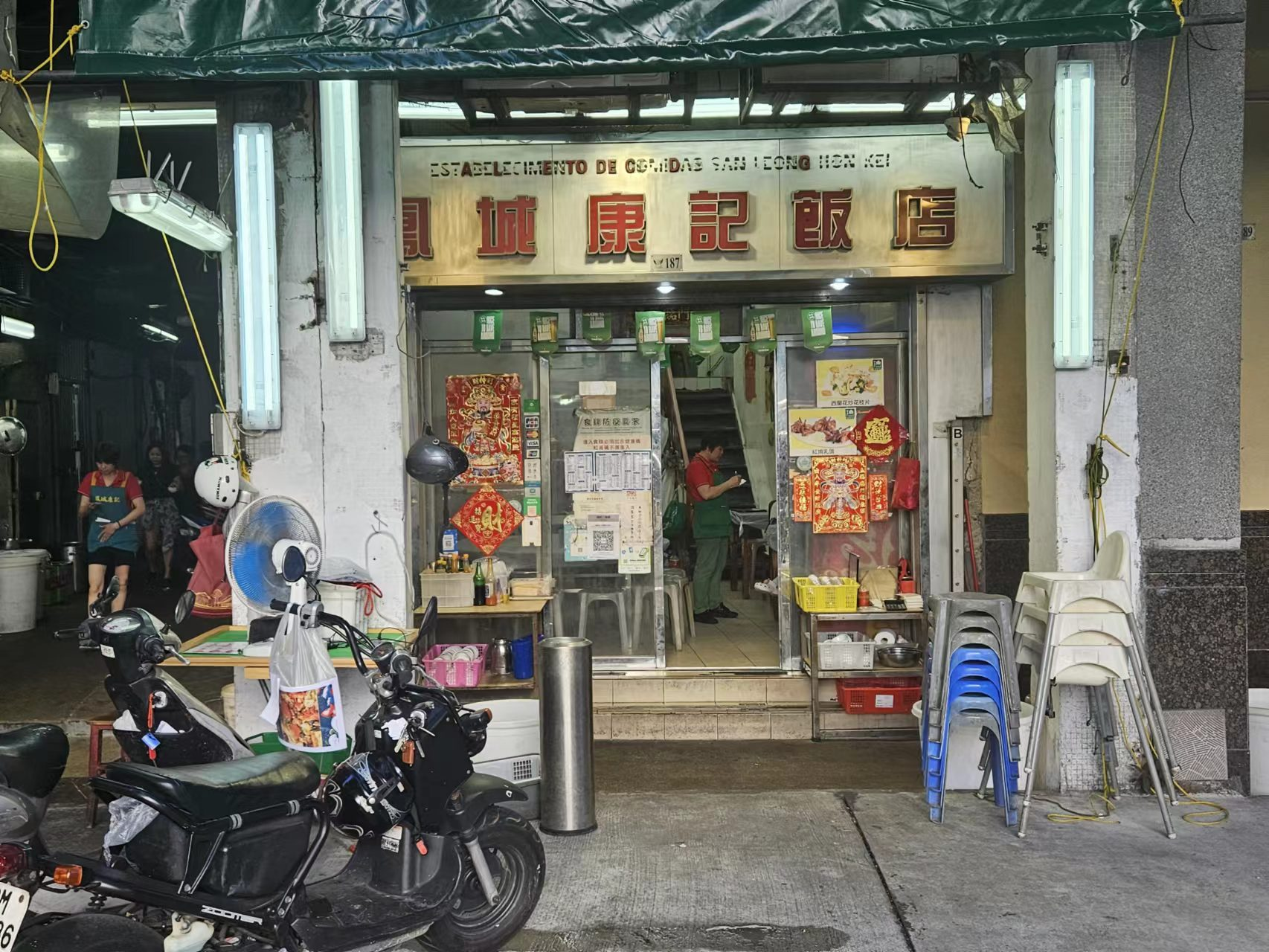
河邊新街附近的平民飯店
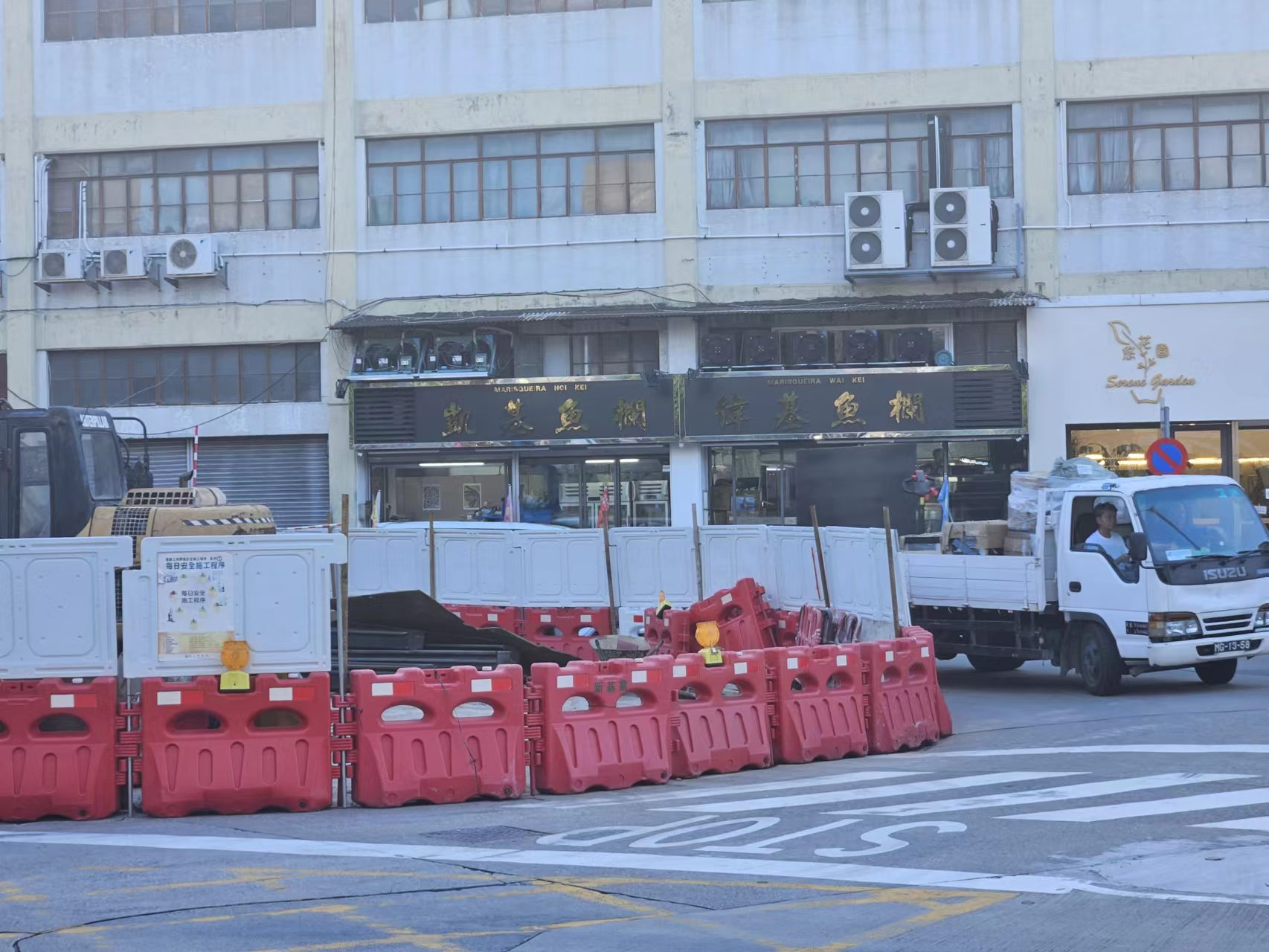
澳門僅剩的魚欄

## 註解
1. ↑  實施時間為每日上午7時30分至9時、下午4時30分至7時。
2. ↑  緊急車輛：像救護車、消防車和警車等車輛
3. ↑   註:

## 外部鏈接
- 海事及水務局 （页面存档备份，存于）